# Castel-Sarrazin
Castel-Sarrazin is een gemeente in het Franse departement Landes (regio Nouvelle-Aquitaine) en telt 414 inwoners (2004). De plaats maakt deel uit van het arrondissement Dax.

## Geografie
De oppervlakte van Castel-Sarrazin bedraagt 12,1 km², de bevolkingsdichtheid is 34,2 inwoners per km².
De onderstaande kaart toont de ligging van Castel-Sarrazin met de belangrijkste infrastructuur en aangrenzende gemeenten.

## Demografie
Onderstaande figuur toont het verloop van het inwonertal (bron: INSEE-tellingen).